# Ulli Zelle

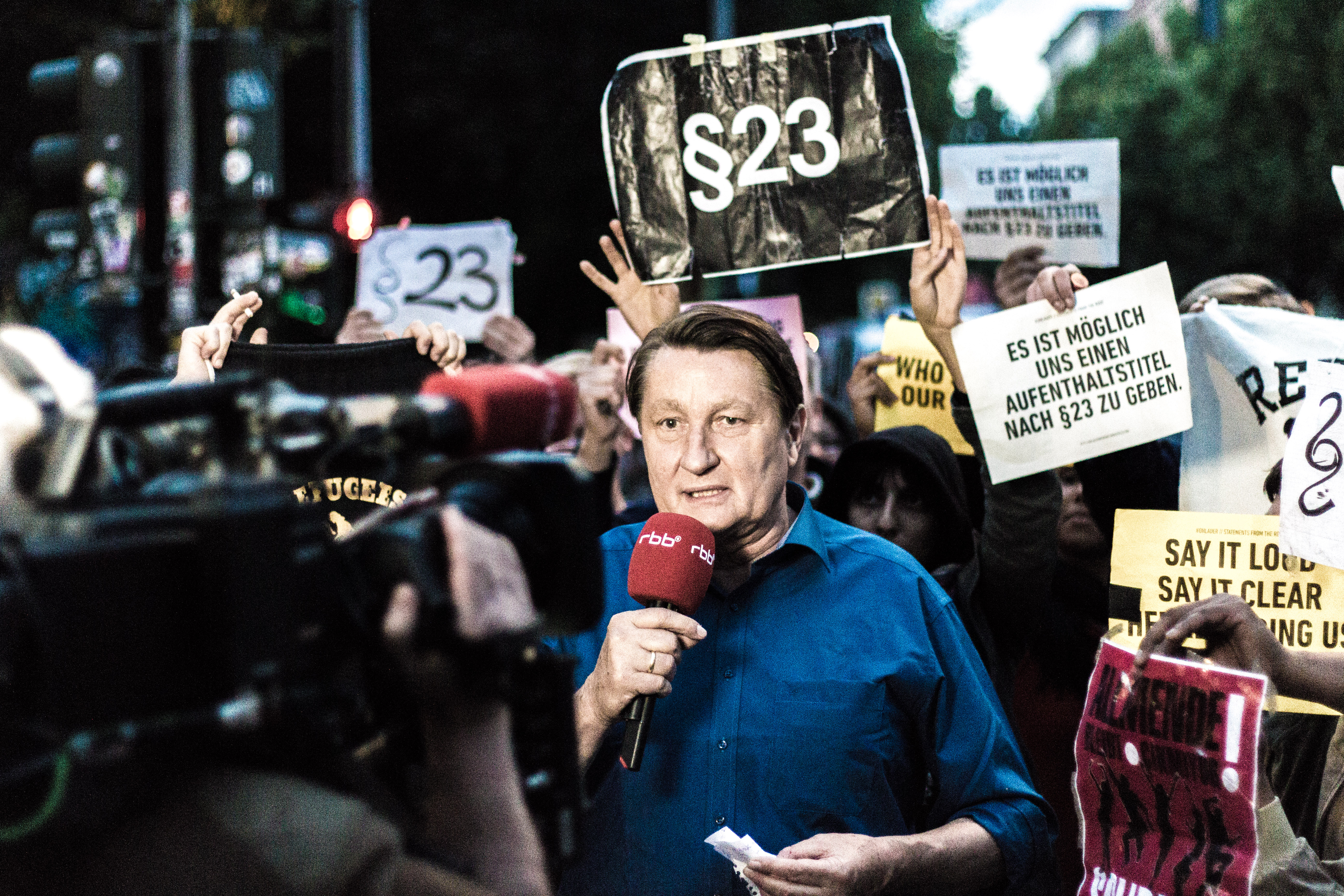
Ulli Zelle bei Liveschaltung für RBB Aktuell (hier: bei den Flüchtlingsprotesten um die Berliner Gerhart-Hauptmann-Schule, 2014)

Ulrich „Ulli“ Zelle (* 19. Juni 1951 in Obernkirchen, Niedersachsen) ist ein deutscher Fernsehmoderator, Reporter und Sänger.

## Leben und Wirken
Ulli Zelle wurde als Sohn eines Bergmanns und einer Sekretärin im Kloster Obernkirchen geboren und wuchs in einem sozialdemokratisch geprägten Milieu auf. In Hannover machte er eine Ausbildung zum Werbekaufmann und begann anschließend ein Studium der Gesellschafts- und Wirtschaftskommunikation an der Universität der Künste Berlin, das er mit dem Diplom abschloss. Danach absolvierte er sein zweites Studium für Publizistik an der Freien Universität Berlin.
In der Studienzeit war Zelle freier Mitarbeiter bei verschiedenen Agenturen und Zeitungen. Er lebte zu dieser Zeit in Berlin-Kreuzberg. Für den SFB-Hörfunk arbeitete er ab 1984 als Reporter und für das Fernsehen ab 1985. Für VOX moderierte er im Jahr 1993 eine Talksendung. Ab 1994 moderierte Zelle beim Sender Freies Berlin (SFB) die Sendung Berlin life, außerdem arbeitete er bei anderen Sendungen mit.
Für die ARD drehte Zelle die Filmesendungen Kulturreport und Bilderbuch Deutschland, bis Frühjahr 2025 war er beim Rundfunk Berlin-Brandenburg (RBB) u. a als Reporter tätig und moderierte bis zum Jahr 2019 im Wechsel mit Carla Kniestedt die Sendung Heimatjournal.
Zelle ist Sänger in der Band Ulli & Die Grauen Zellen, die sich auf Rock (beispielsweise The Beatles, Eric Burdon, The Rolling Stones) spezialisiert. Seit 2016 hat er seine eigene Talkshow Ullis Nachtcafé im Berliner Schlosspark Theater.
Zelle lebt in Berlin-Gatow. Er ist mit der Politologin Niki Sarantidou verheiratet und hat zwei Söhne.

## Hörspiele
- 2008: Heiner Grenzland: Tsunami über Deutschland – Musik und Regie: Heiner Grenzland

## Filmografie
- 2014: Das Ende der Geduld